# Complesso Boldini

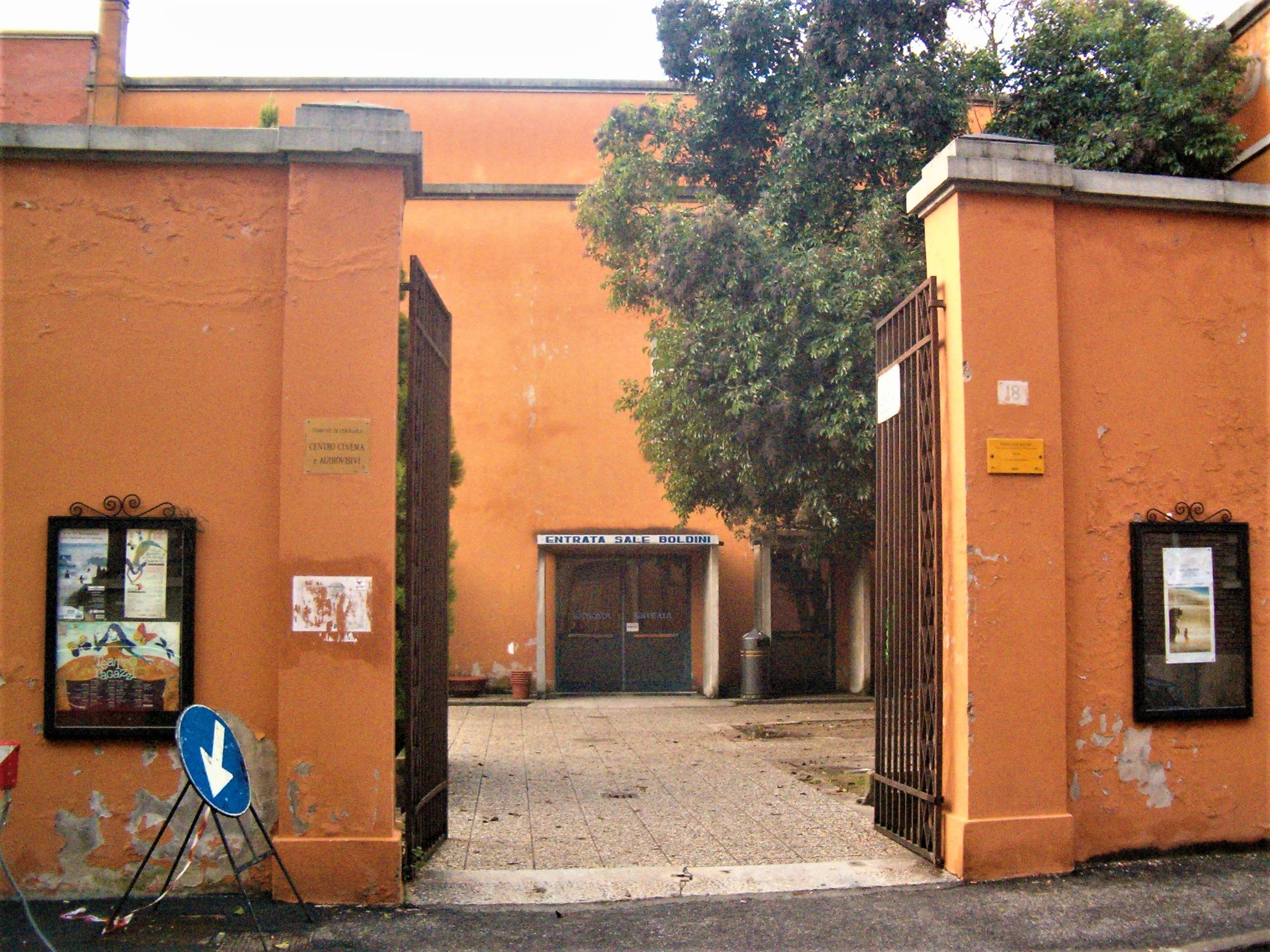
Einfahrt zum Complesso Boldini

Der Complesso Boldini, auch Sala Boldini, ist ein Gebäude im Zentrum von Ferrara in der italienischen Region Emilia-Romagna. Der Palast liegt in der Via Previati 18.

## Geschichte
Auf dem Gelände, auf dem heute der Complesso Boldini steht, wurde in der Zeit der Familie Este eines der ersten Hospitäler der Stadt errichtet. Das Interesse an solch einem Projekt manifestierte sich durch Niccolò III. d’Este, der schließlich 1440 durch eine Bulle von Papst Eugen IV. die Erlaubnis zum Bau erhielt. Das Mandat wurde Bischof Giovanni Tavelli da Tossignano übertragen, der sich um das Projekt kümmerte, und während der Herrschaft von Leonello d’Este (1441–1450) wurde es realisiert.

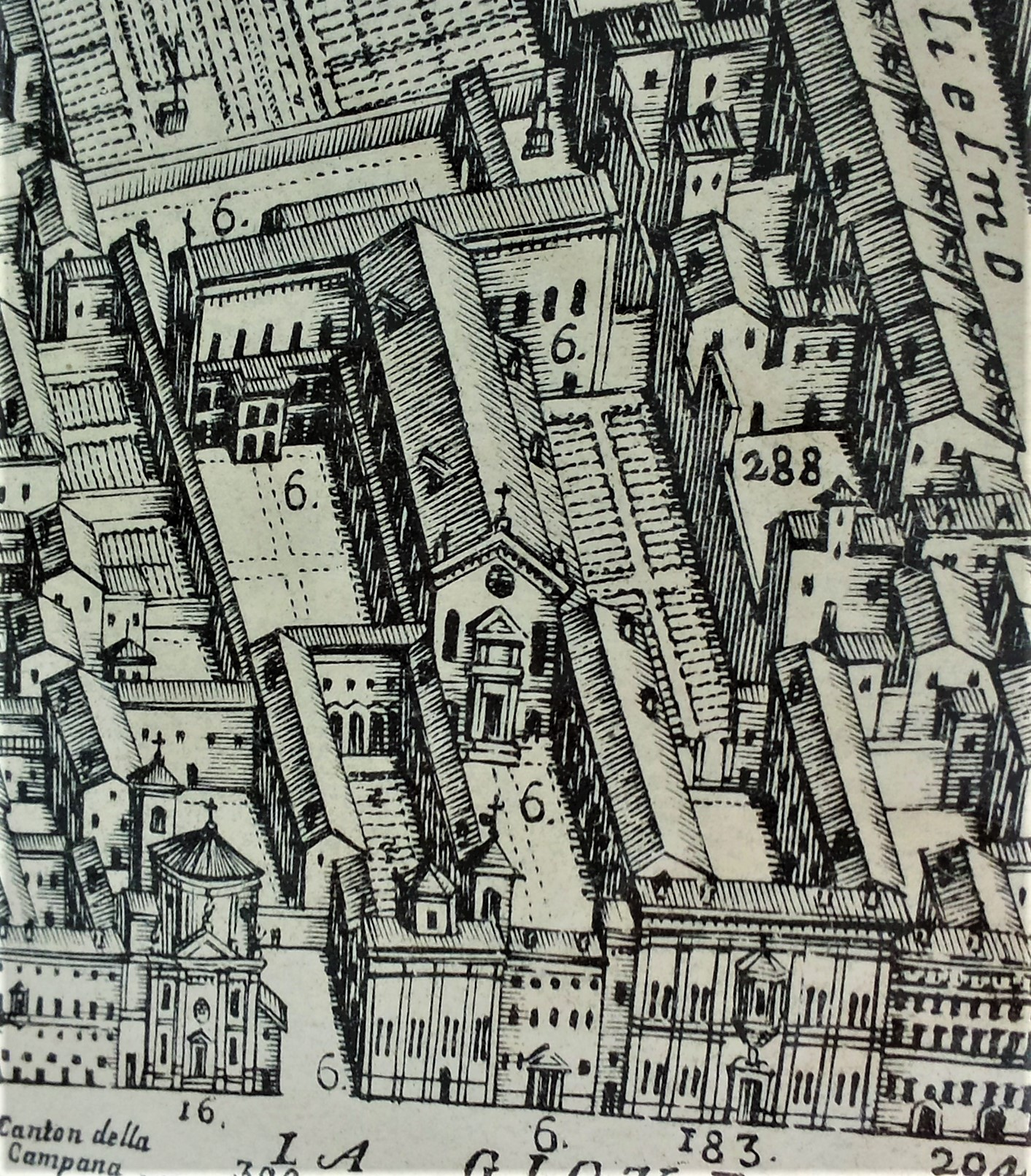
Ospedale Sant’Anna 1747

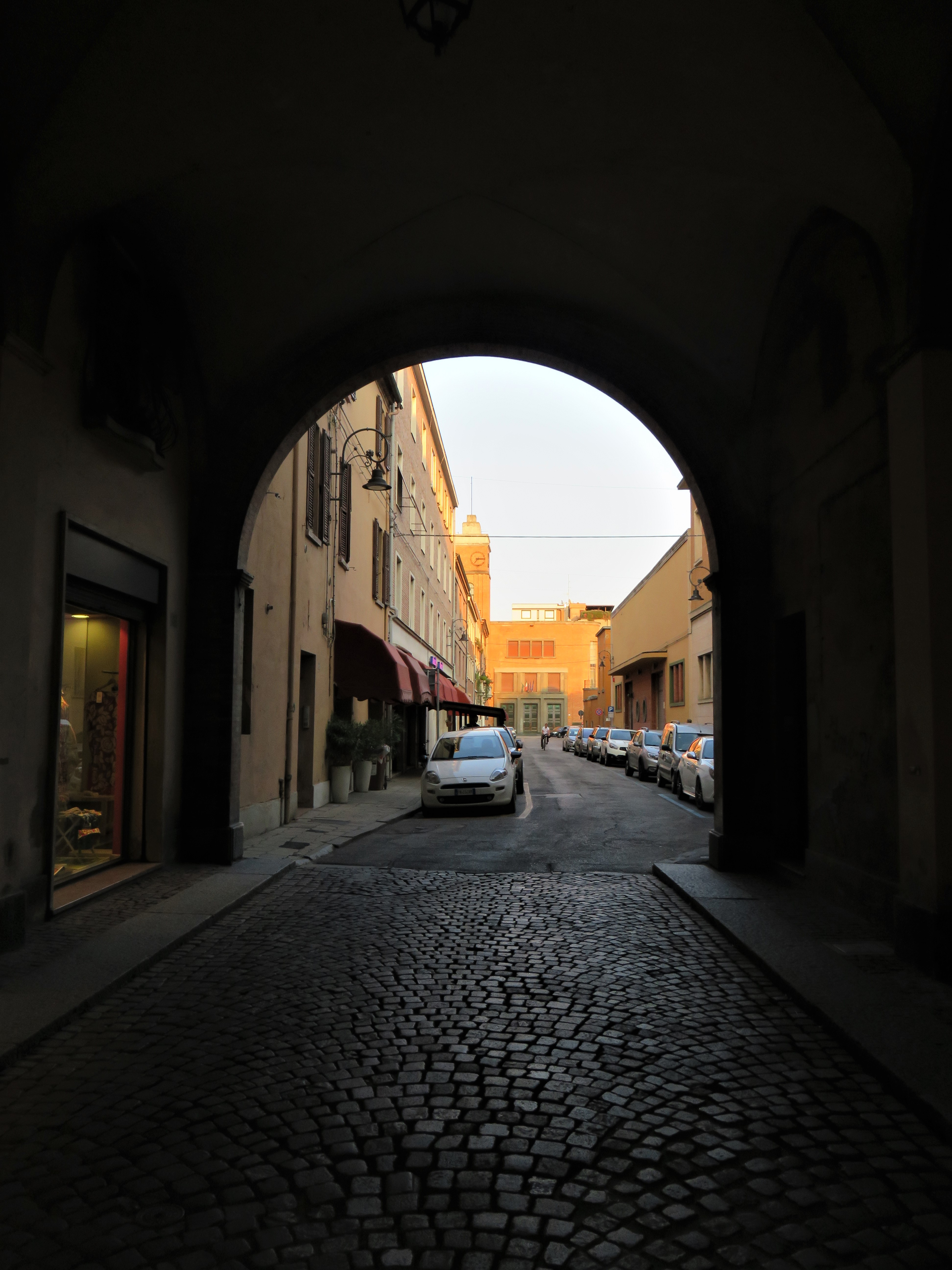
Von dem Gewölbe, das von der Via Borgoleoni zur Via Previati führt, kann man im Hintergrund die Elementarschule Alda Costa sehen und zu ihrer Rechten das orange Gebäude des Complesso Boldini.

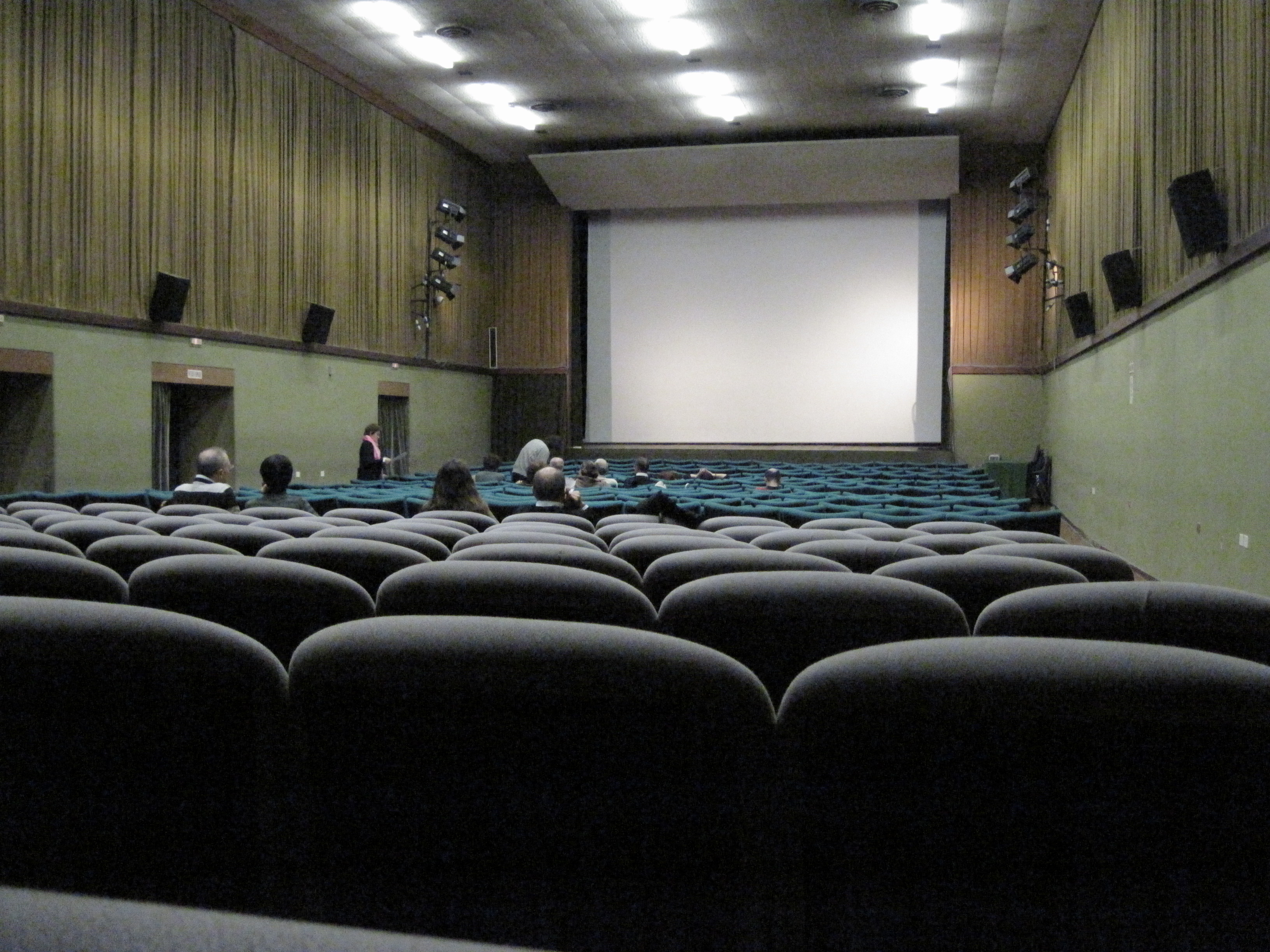
Das Innere des Saales

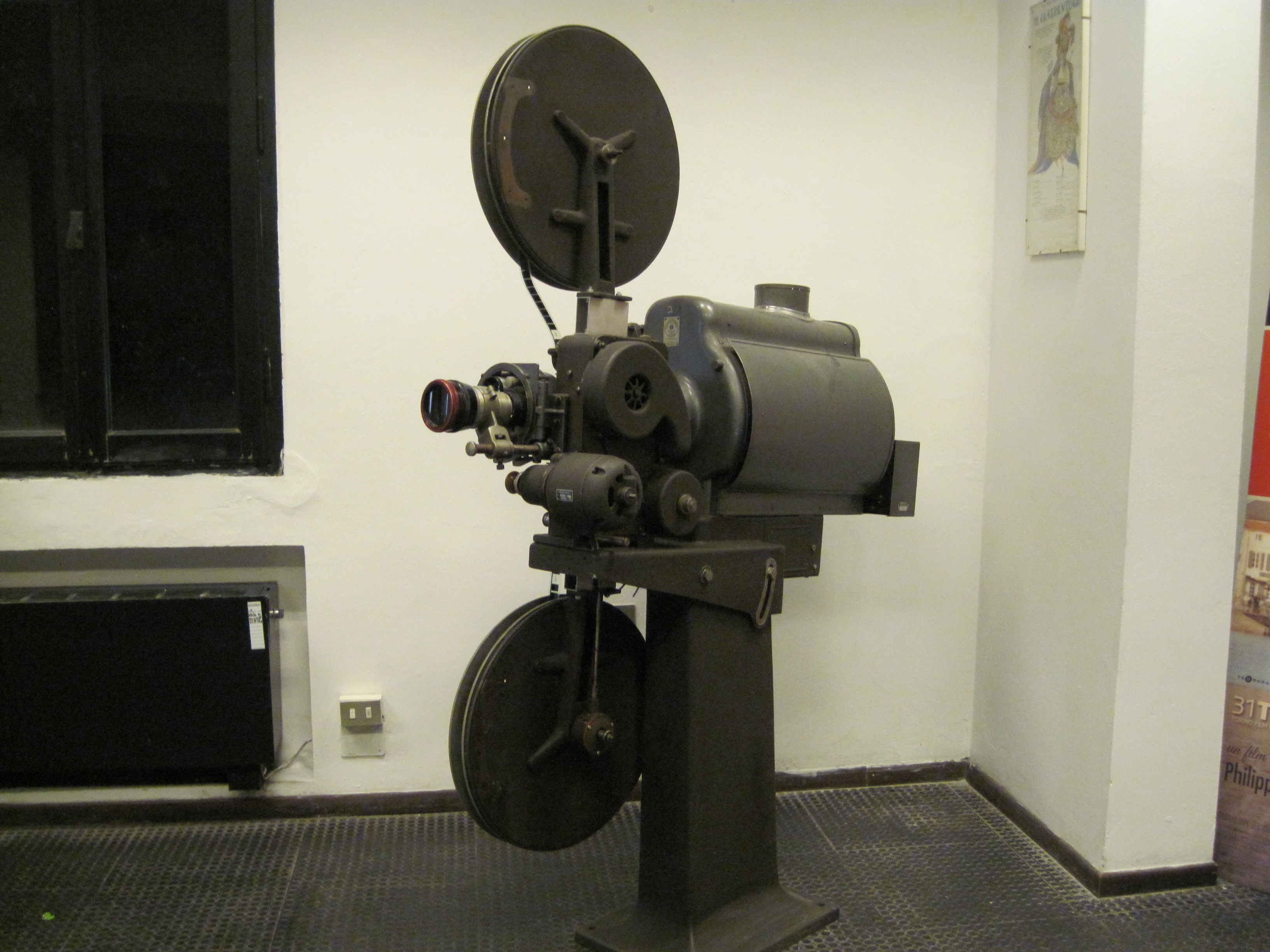
Ein Filmprojektor, der heute nicht mehr in Betrieb ist, in den Räumen des Complesso Boldini

Das dafür ausgewählte Gelände befand sich damals noch außerhalb der Stadtmauern, nördlich der mittelalterlichen Stadt in der Nähe der damaligen Porta dei Leoni und neben dem Castello Estense. Dort konnte ein großes Gebäude untergebracht werden. Es gab ein Kloster des Augustinerordens, der 1304 ein Oratorium bauen ließ, dass der Heiligen Anna geweiht war, aber seine Verwaltung stieß auf einige Schwierigkeiten und so wurde beschlossen, dieses Gebäude umzubauen. Das Hospital wurde 1445 fertiggestellt und seit dieser Zeit blieb das Gelände entscheidende Veränderungen bis zum 19. und 20. Jahrhundert. In diesen beiden Jahrhunderten wuchs die Stadt und die Achse des heutigen  ‚‚Corso della Giovecca‘‘ wurde immer wichtiger: Man baute neue Gebäude, wie z. B. den Palazzo delle Assicurazioni Generali. Erst mit der Stadtplanung des 20. Jahrhunderts wurde die Gegend vollständig umgekrempelt und wurde zum „Quadrivio del Novecento“ (dt.: Kreuzung des 20. Jahrhunderts).
In der Gegend wurden nach Plänen des Bauingenieurs der Stadt, ‚‚Carlo Savonuzzi‘‘, vier wichtige Gebäude errichtet: Das Naturkundemuseum, das Conservatorio Statale di Musica Girolamo Frescobaldi, die Elementarschule „Alda Costa“ (anfangs Volksschule „Umberto I“) und der Complesso Boldini. Letzterer wurde zwischen 1935 und 1939 errichtet und das Anna-Hospital wurde 1927 an den Corso della Giovecca verlegt. Der Komplex, der nach dem Maler Giovanni Boldini aus Ferrara benannt wurde, wurde an der Stelle errichtet, an der einst der Krankensaal für die Männer untergebracht war.

## Beschreibung
Die Architektur folgt dem italienischen Rationalismus, der damals weit verbreitet und die am häufigsten angewandte künstlerische Strömung in der modernen Architektur war. Der Complesso Boldini zählt zu den Werken des 20. Jahrhunderts, die von Carlo Savonuzzi realisiert und unter der Bezeichnung „Addizione Novecentista“ im Auftrag der Stadt Ferrara zusammengefasst werden, um einige Stadtteile hervorzuheben, die seit Langem eine Erneuerung benötigten. Das gesamte Gebiet, das „Quadrivia del Novecento“, wurde mit großer Ausgewogenheit wiederaufgebaut und mit großem formalen Respekt in das städtische Gefüge eingefügt.
Der Complesso Boldini besteht aus einem einzigen Hauptbaukörper, an den sich ein kleiner Hof mit Garten, umgeben von hohen Betonmauern mit orangefarbigem Anstrich, anschließt. In seinem Inneren finden zahlreiche Räume Platz, die der öffentlichen Nutzung dienen, z. B. durch kulturelle Initiativen, Ankündigungen, Vorführungen oder Zusammenkünfte. Das Gebäude ist auf den Resten der Boldini-Grotten, also den alten Kellern aus dem 15. Jahrhundert mit Kreuzgewölben, die Teil des ehemaligen Hospitals waren und später nach dem Umbau als Ausstellungsfläche genutzt wurden. Der Saal im ersten Obergeschoss dient als Theater- und Kinosaal, einem Kino, das im Laufe der Zeit durch den Essayfilm gekennzeichnet wurde. ‚‚Internationale a Ferrara‘‘ hat diese Räumlichkeit für einige ihrer Initiativen genutzt.